# Apotolamprus ambohitsitondronensis
Apotolamprus ambohitsitondronensis là một loài bọ cánh cứng trong họ Bọ hung (Scarabaeidae).